# SIMPLES
O SIMPLES (acrônimo de Sistema Integrado de Pagamento de Impostos e Contribuições das Microempresas e Empresas de Pequeno Porte) é o nome dado ao sistema de tributação simplificada criado em 1996 através de medida provisória e convertida na Lei nº 9.317/1996 pelo governo do Brasil cujo objetivo é facilitar o recolhimento de contribuições das microempresas e Empresa de pequeno porte.
Em 2006, a Lei 9.317/96 foi revogada pela Lei Complementar 123/06, passando esta a regular o Simples Nacional.

## Simples Federal e dos entes Federados: os antigos "Simples"
Até 30 de junho de 2007 o nome "simples" era usado como sinônimo de regime de tributação simplificado para micro e pequenas empresas. A União e cada ente federativo tinha o seu simples. Assim, havia o Simples Federal, Simples Paulista, etc.
O Simples Federal previa recolher tributos para outros entes federados e repassar o valor arrecadado. Desde a vigência da Lei De Responsabilidade Fiscal, porém, os repasses de arrecadação estavam condicionados a várias variáveis, de forma que se algum ente federado aderisse ao Simples Federal ele arriscaria a ter a sua arrecadação retida. De fato, nenhum estado chegou a aderir e não há informação de município que o tenha feito.
Mais que isso, considerava-se que o cerceamento do poder tributário de determinado ente federativo era francamente inconstitucional.
O Simples Federal unificava o pagamento de tributos federais: IRPJ, IPI, CSLL, COFINS e PIS e também o recolhimento da parte patronal do encargo trabalhista INSS.

## Simples Nacional: o Super Simples
O Super Simples cria um sistema tributário de arrecadação única com a coordenação da União, estados e municípios. Embora Estados e Municípios tenham se oposto fortemente a essa forma de repasse que retirava o poder de arrecadar tributos de micro e pequenas empresas e em muitos entes não há empresas que não sejam pequenas, em um esforço concentrado no Comitê Gestor do Simples Nacional, foi criado o sistema de arrecadação do simples nacional. Em 30 de junho de 2007 entrou em produção o regime de arrecadação do Simples Nacional.
A principal novidade foi a arrecadação direta de tributos. Ao pagar a guia de arrecadação chamada de Documento de Arrecadação do Simples - DAS, o valor pago ao banco é repassado a um sistema gerenciado pelo Banco do Brasil que reparte automaticamente o recurso dentro de um dia para os entes destinatários do recurso. Este é o denominado sistema de arrecadação do Simples Nacional.
O Simples Nacional, por ser sucessor dos vários "simples" dos entes federados e União, herdou também suas características. Uma das características do Simples Federal era a de não abarcar os profissionais liberais, diferente dos benefícios do imposto de renda da maioria dos outros países. Essa tendência começou a se reverter logo no começo do Simples Nacional, quando foi incluída a categoria dos contabilistas, aceitando-se os primeiros profissionais liberais em um regime tributário de pequenas e microempresas. Logo após, vários outros profissionais liberais foram aceitos, como os envolvidos com produção artística.
Portanto São 16 novos segmentos. Entre eles, escritórios de serviços contábeis, empresas de vigilância, limpeza ou conservação, além de construção de imóveis e obras de engenharia em geral, inclusive sob a forma de subempreitada.

A empresa optante pelo Simples Nacional deve recolher o imposto conforme a Receita Bruta, variando as alíquotas de acordo com a atividade desempenhada, como por exemplo:
- Comércio: de 4% à 11,61%
- Indústria: de 4,5% à 12,11%
- Serviços: de 4,5% à 17,42%[4]

Para o ingresso no Simples Nacional é necessário o cumprimento das seguintes condições:
- enquadrar-se na definição de microempresa ou de empresa de pequeno porte;[5]
- cumprir os requisitos previstos na legislação; e
- formalizar a opção pelo Simples Nacional

### Definição de microempresa e de empresa de pequeno porte
Para os efeitos de adesão ao Simples Nacional, consideram-se microempresas ou empresas de pequeno porte, a sociedade empresária, a sociedade simples, a empresa individual de responsabilidade limitada e o empresário a que se refere o art. 966 da Lei no 10.406, de 10 de janeiro de 2002 (Código Civil), devidamente registrados no Registro de Empresas Mercantis ou no Registro Civil de Pessoas Jurídicas, conforme o caso, desde que:
I - no caso da microempresa, aufira, em cada ano-calendário, receita bruta igual ou inferior a R$ 360.000,00 (trezentos e sessenta mil reais); e
II - no caso da empresa de pequeno porte, aufira, em cada ano-calendário, receita bruta superior a R$ 360.000,00 (trezentos e sessenta mil reais) e igual ou inferior a R$ 4.800.000,00 (quatro milhões e oitocentos mil reais). 
Considera-se receita bruta, para fins do disposto no caput deste artigo, o produto da venda de bens e serviços nas operações de conta própria, o preço dos serviços prestados e o resultado nas operações em conta alheia, não incluídas as vendas canceladas e os descontos incondicionais concedidos

### Restrições à adesão ao Simples Nacional
Não poderá se beneficiar do tratamento jurídico diferenciado previsto no Simples Nacional, para nenhum efeito legal, a pessoa jurídica:
I - de cujo capital participe outra pessoa jurídica;
II - que seja filial, sucursal, agência ou representação, no País, de pessoa jurídica com sede no exterior;
III - de cujo capital participe pessoa física que seja inscrita como empresário ou seja sócia de outra empresa que receba tratamento jurídico diferenciado nos termos desta Lei Complementar, desde que a receita bruta global ultrapasse o limite de que trata o inciso II do caput deste artigo;
IV - cujo titular ou sócio participe com mais de 10% (dez por cento) do capital de outra empresa não beneficiada por esta Lei Complementar, desde que a receita bruta global ultrapasse o limite de que trata o inciso II do caput deste artigo;
V - cujo sócio ou titular seja administrador ou equiparado de outra pessoa jurídica com fins lucrativos, desde que a receita bruta global ultrapasse o limite de que trata o inciso II do caput deste artigo;
VI - constituída sob a forma de cooperativas, salvo as de consumo;
VII - que participe do capital de outra pessoa jurídica;
VIII - que exerça atividade de banco comercial, de investimentos e de desenvolvimento, de caixa econômica, de sociedade de crédito, financiamento e investimento ou de crédito imobiliário, de corretora ou de distribuidora de títulos, valores mobiliários e câmbio, de empresa de arrendamento mercantil, de seguros privados e de capitalização ou de previdência complementar;
IX - resultante ou remanescente de cisão ou qualquer outra forma de desmembramento de pessoa jurídica que tenha ocorrido em um dos 5 (cinco) anos-calendário anteriores;
X - constituída sob a forma de sociedade por ações.
XI - cujos titulares ou sócios guardem, cumulativamente, com o contratante do serviço, relação de pessoalidade, subordinação e habitualidade.
Características principais do Regime do Simples Nacional:
- ser facultativo;
- ser irretratável para todo o ano-calendário;
- abrange os seguintes tributos: IRPJ, CSLL, PIS/Pasep, Cofins, IPI, ICMS, ISS e a Contribuição para a Seguridade Social destinada à Previdência Social a cargo da pessoa jurídica (CPP);
- recolhimento dos tributos abrangidos mediante documento único de arrecadação - DAS;
- disponibilização às ME/EPP de sistema eletrônico para a realização do cálculo do valor mensal devido, geração do DAS e, a partir de janeiro de 2012, para constituição do crédito tributário;
- apresentação de declaração única e simplificada de informações socioeconômicas e fiscais;
- prazo para recolhimento do DAS até o dia 20 do mês subsequente àquele em que houver sido auferida a receita bruta;
- possibilidade de os Estados adotarem sublimites[5] para EPP em função da respectiva participação no PIB. Os estabelecimentos localizados nesses Estados cuja receita bruta total extrapolar o respectivo sublimite deverão recolher o ICMS e o ISS diretamente ao Estado ou ao Município

Regulamentação do Simples Nacional
O Comitê Gestor do Simples Nacional, constituído por quatro representantes da União, por dois representantes dos Estados e do Distrito Federal e por dois representantes dos Municípios, tem competência para regulamentar várias matérias relativas ao Simples Nacional, consoante dispõe a Lei Complementar nº 123, de 14 de dezembro de 2006. Essa regulamentação geralmente é feita sob a forma de resolução. Uma das principais resoluções do Comitê Gestor do Simples Nacional é a Resolução nº 94, de 1º de dezembro de 2011, que regulamenta vários dispositivos da mencionada Lei Complementar e suas alterações.

## Adesão
Em julho de 2007, as empresas que eram optantes do Simples Federal passaram automaticamente para o Simples Nacional, ato que foi chamado de migração. A partir de então, para aderir ao simples nacional, é preciso a empresa fazer opção no Portal do Simples Nacional:
1. Em janeiro de cada ano para empresas que já estejam em atividade
2. A qualquer momento do ano, para empresas em inicio de atividade.

Não podem optar pelo Simples Nacional a empresa que:
1. que explore atividade financeira
2. que tenha sócio domiciliado no exterior;
3. de cujo capital participe entidade da administração pública, direta ou indireta, federal, estadual ou municipal;
4. que possua débito com o Instituto Nacional do Seguro Social, ou com as Fazendas Públicas Federal, Estadual ou Municipal, cuja exigibilidade não esteja suspensa; As que apresentam algum tipo de problema, devem se dirigir às ATs para regularização da situação.
5. que preste serviço de transporte intermunicipal e interestadual de passageiros;
6. que seja geradora, transmissora, distribuidora ou comercializadora de energia elétrica;
7. que exerça atividade de importação ou fabricação de automóveis e motocicletas;
8. que exerça atividade de importação de combustíveis;
9. que tenha por finalidade a prestação de serviços decorrentes do exercício de atividade intelectual, de natureza técnica, científica, desportiva, artística ou cultural, que constitua profissão regulamentada ou não, bem como a que preste serviços de instrutor, de corretor, de despachante ou de qualquer tipo de intermediação de negócios; De acordo com a Lei Complementar 147/2014, o dispositivo que previa essa proibição fica revogado. Portanto, prestação de serviços decorrentes de atividade intelectual (advogados, médicos, contadores, dentistas, etc), técnica, científica e as demais atividades poderão optar pelo Simples com a entrada em vigor da lei.[7]
10. que realize cessão ou locação de mão-de-obra;
11. que realize atividade de consultoria;
12. que se dedique ao loteamento e à incorporação de imóveis.
13. que realize atividade de locação de imóveis próprios, exceto quando se referir a prestação de serviços tributados pelo INSS.
14. que exerça atividade de produção ou venda no atacado de:

- cigarros, cigarrilhas, charutos, filtros para cigarros, armas de fogo, munições e pólvoras, explosivos e detonantes;
- bebidas a seguir descritas:

1. alcoólicas;
2. refrigerantes, inclusive águas saborizadas gaseificadas;
3. preparações compostas, não alcoólicas (extratos concentrados ou sabores concentrados), para elaboração de bebida refrigerante, com capacidade de diluição de até 10 (dez) partes da bebida para cada parte do concentrado;
4. cervejas sem álcool;

### A quais empresas não é aconselhável
Segundo o presidente do Sindicato dos Contabilistas de São Paulo, Sebastião Luiz Gonçalves dos Santos, o Super Simples vale a pena para praticamente todas as micro e pequenas empresas de indústria e comércio. Apesar disso, para prestadores de serviço, o regime só vai representar redução de impostos para empresas que tenham 40% da sua receita gasta em folha de pagamento e encargos (salários, férias, horas extras, pro-labore dos sócios e INSS e FGTS).

## Tributos não incluídos no super simples
O pagamento do Simples não exclui a incidência dos seguintes tributos e obrigações:
1. Imposto sobre Operações de Crédito, Câmbio e Seguro, ou relativas a Títulos ou Valores Mobiliários (IOF);
2. Imposto sobre Importação de Produtos Estrangeiros (II);
3. Imposto sobre Exportação, para o Exterior, de Produtos Nacionais ou Nacionalizados (IE);
4. Imposto de Renda, relativo aos pagamentos ou créditos efetuados pela pessoa jurídica e aos rendimentos ou ganhos líquidos auferidos em aplicações de renda fixa ou variável, bem assim relativo aos ganhos de capital obtidos na alienação de ativos;
5. Imposto sobre a Propriedade Territorial Rural (ITR);
6. Contribuição Provisória sobre a Movimentação Financeira (CPMF);
7. Contribuição para o Fundo de Garantia do Tempo de Serviço (FGTS);
8. Contribuição para a Seguridade Social, relativa ao empregado.

## Das Obrigações Fiscais Acessórias
A microempresa ou empresa de pequeno porte optante pelo Simples Nacional deverá apresentar anualmente à Secretaria da Receita Federal do Brasil declaração única e simplificada de informações socioeconômicas e fiscais, que deverá ser disponibilizada aos órgãos de fiscalização tributária e previdenciária, observados prazo e modelo aprovados pelo CGSN e observado o disposto no § 15-A do art. 18 da Lei Complementar nº 123.
A declaração acima citada constitui confissão de dívida e instrumento hábil e suficiente para a exigência dos tributos e contribuições que não tenham sido recolhidos resultantes das informações nela prestadas.

## Da Exclusão do Simples Nacional
A exclusão do Simples Nacional será feita de ofício ou mediante comunicação das empresas optantes.
A exclusão de ofício das empresas optantes pelo Simples Nacional dar-se-á quando:
I - verificada a falta de comunicação de exclusão obrigatória;
II - for oferecido embaraço à fiscalização, caracterizado pela negativa não justificada de exibição de livros e documentos a que estiverem obrigadas, bem como pelo não fornecimento de informações sobre bens, movimentação financeira, negócio ou atividade que estiverem intimadas a apresentar, e nas demais hipóteses que autorizam a requisição de auxílio da força pública;
III - for oferecida resistência à fiscalização, caracterizada pela negativa de acesso ao estabelecimento, ao domicílio fiscal ou a qualquer outro local onde desenvolvam suas atividades ou se encontrem bens de sua propriedade;
IV - a sua constituição ocorrer por interpostas pessoas;
V - tiver sido constatada prática reiterada de infração ao disposto nos artigos da Lei Complementar nº 123;
VI - a empresa for declarada inapta, na forma dos arts. 81 e 82 da Lei no 9.430, de 27 de dezembro de 1996, e alterações posteriores;
VII - comercializar mercadorias objeto de contrabando ou descaminho;
VIII - houver falta de escrituração do livro-caixa ou não permitir a identificação da movimentação financeira, inclusive bancária;
IX - for constatado que durante o ano-calendário o valor das despesas pagas supera em 20% (vinte por cento) o valor de ingressos de recursos no mesmo período, excluído o ano de início de atividade;
X - for constatado que durante o ano-calendário o valor das aquisições de mercadorias para comercialização ou industrialização, ressalvadas hipóteses justificadas de aumento de estoque, for superior a 80% (oitenta por cento) dos ingressos de recursos no mesmo período, excluído o ano de início de atividade;
XI - houver descumprimento reiterado da obrigação contida no inciso I do caput do art. 26 da Lei Complementar nº 123;
XII - omitir de forma reiterada da folha de pagamento da empresa ou de documento de informações previsto pela legislação previdenciária, trabalhista ou tributária, segurado empregado, trabalhador avulso ou contribuinte individual que lhe preste serviço.
A exclusão do Simples Nacional, mediante comunicação das microempresas ou das empresas de pequeno porte, dar-se-á:
I - por opção;
II - obrigatoriamente, quando elas incorrerem em qualquer das situações de vedação previstas na Lei Complementar nº 123; ou
III - obrigatoriamente, quando ultrapassado, no ano-calendário de início de atividade, o limite proporcional de receita bruta de que trata o § 2o do art. 3o  da Lei Complementar nº 123;

IV - obrigatoriamente, quando ultrapassado, no ano-calendário, o limite de receita bruta previsto no inciso II do caput do art. 3o da Lei Complementar nº 123 quando não estiver no ano-calendário de início de atividade. 